# Josneidy Castillo
Josneidy Nayarit Castillo Mendoza es una teniente de la Guardia Nacional de Venezuela conocida por haber golpeado a Marvinia Jiménez durante las protestas en Venezuela de 2014. Actualmente tiene orden de aprehensión por su actuación, pero sigue en libertad a pesar de que se le ha visto públicamente junto a otros funcionarios.  

## Protestas de Venezuela de 2014
El 24 de febrero del 2014 Marvinia Jiménez se encontraba en una protesta en la urbanización La Isabelica, en Valencia, estado Carabobo, tomando fotos con su celular de la manifestación y de la represión de los cuerpos de seguridad del Estado presentes. Cuando un grupo efectivos de la Guardia del Pueblo, adscrita a la Guardia Nacional Bolivariana, se percató de que Marvina les estaba tomando fotos, fue rodeada de manera intimidante y uno de ellos la apuntó con su arma en la cabeza, exigiéndole que entregara el celular. Marvinia les respondió diciendo que el uso de armas de fuego en las protestas era inconstitucional; los funcionarios sometieron y golpearon a Marvinia hasta tenderla en el suelo. Josneidy Castillo se acercó diciéndoles a sus compañeros "¡Déjenmela a mí!"; agarró a Marvinia del cabello, la arrastró hasta el piso y se subió a ahorcadas sobre ella. Los oficiales la auparon diciendo "¡Dale duro catira!"; Josneidy se quitó su casco reglamentario y comenzó a golpeárselo repetidamente en la cara, sonriendo y riéndose.
La escena fue captada y grabada de diferentes ángulos por un fotógrafo del diario El Carabobeño y por otros manifestantes. Marvinia fue trasladada, presentada dentro de la sede de la Guardia Nacional y acusada de presunta instigación pública, obstaculización de la vía pública, lesiones personales, resistencia a la autoridad y daño a la propiedad privada, a pesar de que en las fotos y videos se observa que se acercó a los policías sin agredirlos. Se le fue otorgada libertad con régimen de presentación cada 45 días y prohibición de salida del país.
Josneidy Castillo tiene orden de aprehensión por su actuación, pero para 2018 seguía en libertad a pesar de ser vista públicamente junto a otros funcionarios de la Guardia Nacional. Los otros funcionarios que también participaron ni siquiera habían sido identificados por la fiscalía para 2018. Su actuación fue citada por un panel de expertos independientes de la Organización de Estados Americanos en un informe publicado el 29 de mayo de 2018 como parte de varios casos de tortura ocurridos durante la presidencia de Nicolás Maduro; el panel concluyó que este y otros patrones constituyen crímenes de lesa humanidad y recomendaron que el informe fuese remitido a la Corte Penal Internacional.